# Zaphanaula xenophila
Zaphanaula xenophila är en fjärilsart som beskrevs av Meyrick '. Zaphanaula xenophila ingår i släktet Zaphanaula och familjen plattmalar. Inga underarter finns listade i Catalogue of Life.